# Wacker Bernburg
Der FC Wacker Bernburg war ein deutscher Fußballverein aus Bernburg (Saale) im heutigen Salzlandkreis, der von 1910 bis 1945 existierte. 

## Verein
Wacker Bernburg wurde im Jahr 1910 unter der Bezeichnung FC Wacker Bernburg, später auch SV Wacker Bernburg gegründet.  Der FC Wacker trat innerhalb des Verbandes Mitteldeutscher Ballspiel-Vereine in der Meisterschaft des Gau Anhalt an. Größte Erfolge der Vereinsgeschichte waren das zweimalige Erreichen der Endrunde zur Mitteldeutschen Meisterschaft, in welcher Wacker Bernburg jeweils vorzeitig ausschied.
In der Spielzeit 1929/30 unterlag Bernburg nach einem Auftaktsieg über Viktoria Stendal im Achtelfinale dem SV Sturm Chemnitz mit 1:3. In der Folgesaison erreichte Wacker Bernburg über den VfB Germania Halberstadt abermals das Achtelfinale, unterlag dort dem FC Wacker Halle mit 1:5. Höherklassig agierte Wacker Bernburg im Anschluss nicht mehr, 1944 wurde der Club noch einmal kurzzeitig in die Gauliga Mitte integriert, welche vorzeitig abgebrochen wurde.
1945 wurde Wacker Bernburg aufgelöst, eine Neugründung wurde nicht vollzogen.

## Statistik
- Teilnahme Endrunde VMBV: 1929/30 (AF), 1930/31 (AF)
- Teilnahme Gauliga Mitte 1944/45 (Gruppe Köthen-Bernburg)